# Лонђега (Болцано)
Лонђега је насеље у Италији у округу Болцано, региону Трентино-Јужни Тирол.
Према процени из 2011. у насељу је живело 57 становника. Насеље се налази на надморској висини од 1022 м.